# 톱

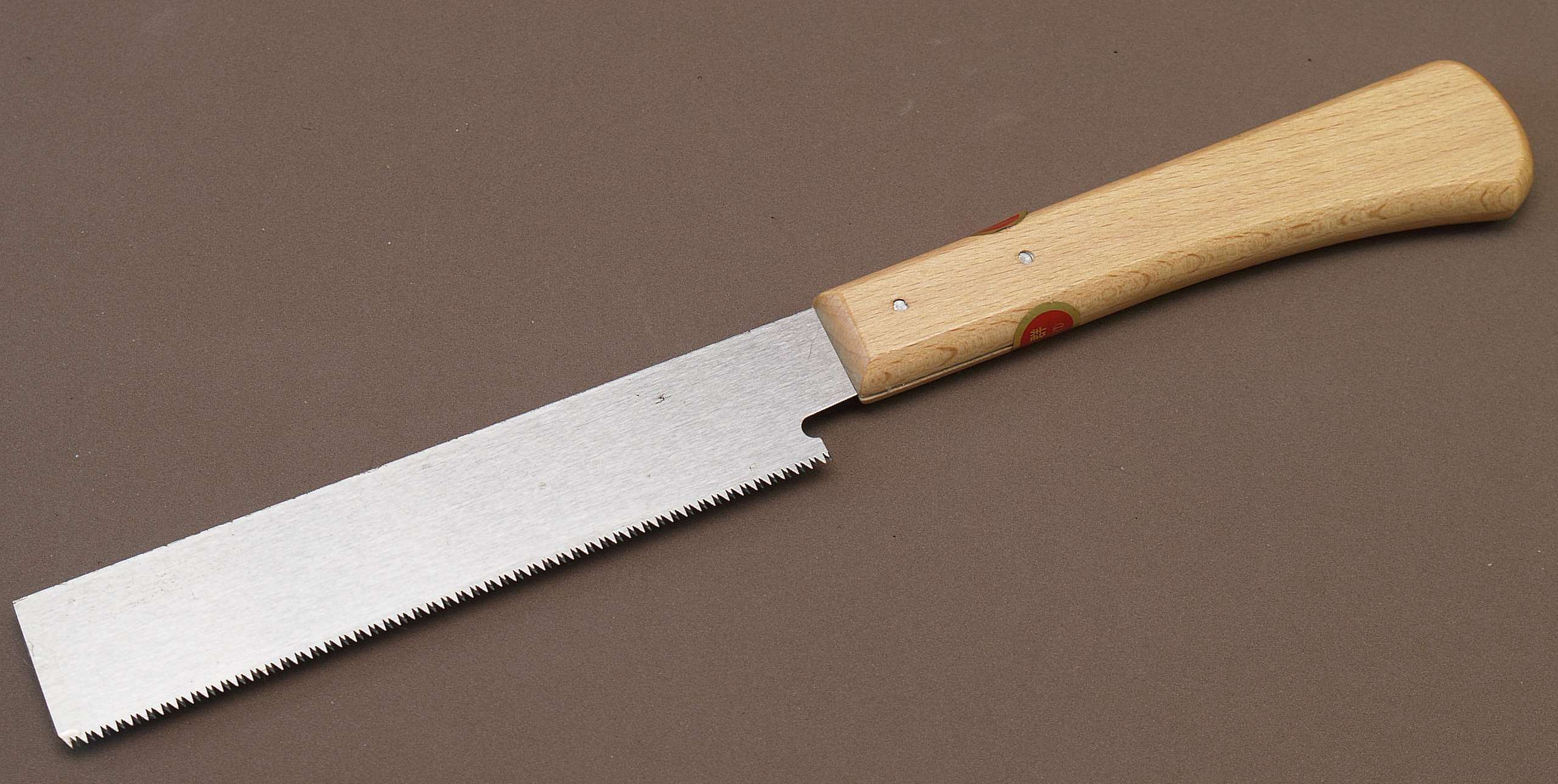

톱은 날을 세운 단단한 판이나 줄으로 만들어진 도구로, 보다 부드러운 재료를 자르는 데 사용한다. 톱의 자르는 날은 톱니 모양이거나 연마재이다. 톱은 수공구로 쓸 수도 있고, 증기, 물, 전기 혹은 다른 동력을 이용하여 전동 공구로 쓸 수도 있다.
톱은 톱니 모양의 재료로 시작되었으며, 인류가 철을 사용하는 방법을 알게 되면서 철은 모든 종류의 톱날에 선호되는 재료가 되었다. 수동톱과 기계식 톱에는 다양한 유형이 있으며, 다양한 유형의 날과 절단 장치가 있다.

## 설명
톱은 단단한 날, 와이어 또는 단단한 톱니가 있는 체인으로 구성된 도구이다. 이는 목재, 때로는 금속이나 돌 등의 재료를 절단하는 데 사용된다.

## 같이 보기
- 쇠톱